# Casa di piacere
Casa di piacere è un film del 1989, diretto da Alex Damiano (alias Bruno Gaburro), libero adattamento del romanzo Il sofà (1745) di Claude-Prosper Jolyot de Crébillon.

## Trama
Un'ex prostituta decide di cambiare vita. Ma nella sua nuova casa sembra esserci un divano rosso, simile a quello che c'era nel postribolo dove ha lavorato per anni. È un'opportunità per fantasticare sulle sue esperienze passate.